# Takashi Gojobori
Takashi Gojobori (Fukuoka, 24 ottobre 1951) è un biologo e genetista giapponese.
È Vicedirettore del National Institute of Genetics di Mishima (Giappone), professore del Center for Information Biology and DNA Data Bank of Japan (DDBJ) presso lo stesso istituto, e della King Abdullah University of Science and Technology (KAUST) in Arabia Saudita.

## Biografia
Dopo aver ottenuto il Dottorato in genetica delle popolazioni presso l'Università del Kyushu nel 1979, diviene Associato di ricerca e Professore Assistente presso l'Università del Texas a Houston, dove rimane per quattro anni (1979-1983). È stato inoltre Visiting Assistant Professor presso l'Università di Washington a St. Louis (1985-1986) e Visiting Research Fellow all'Imperial Cancer Research Fund (ICRF) di Londra (1989).
Nel 2007 è stato eletto Accademico della Pontificia Accademia delle Scienze in Vaticano. Nel 2006 è stato eletto Foreign Honorary Member dell'American Academy of Arts and Sciences e, sempre nello stesso anno, Fellow dell'American Association for the Advancement of Science (AAAS). Ha ricevuto la medaglia d'oro Gaetano Salvatore da parte della Stazione Zoologica Anton Dohrn (2004). Inoltre, ha ricevuto il Society Prize (medaglia Kihara) dalla Genetic Society of Japan (2005), il Society Prize (medaglia Motoo Kimura) dalla Society of Evolutionary Studies (Giappone, 2004) e il Science Award da parte della Hitoshi Kihara Memorial Foundation (Giappone, 1995).
Nel 2015 è stato eletto membro associato dell'EMBO.
È direttore delle riviste scientifiche GENE e FEBS Letters e direttore associato di Molecular Biology and Evolution e PLoS Genetics. In passato ha fatto parte anche del comitato editoriale di altre sei riviste scientifiche internazionali, tra le quali Genome Research e BMC Genomics. È stato direttore della rivista Journal of Molecular Evolution per otto anni (1995-2003).
Takashi Gojobori è autore di oltre 300 articoli pubblicati su riviste scientifiche internazionali. Ha lavorato in modo approfondito sui tassi di sostituzione sinonimi e non-sinonimi delle sequenze geniche, sulla selezione positiva, sul trasferimento orizzontale di geni, sull'evoluzione dei virus, sull'evoluzione genomica e sull'espressione comparata dei geni. Negli ultimi anni, i suoi studi si sono focalizzati sugli aspetti evolutivi del cervello e del sistema nervoso centrale. Ha inoltre contribuito alla costruzione delle tre banche dati internazionali di sequenze nucleotidiche DDBJ, GenBank ed EMBL, oltre che alla banca dati di geni umani H-Invitational.